# Goosebumps (filme)
Goosebumps (prt: Goosebumps: Arrepios; bra: Goosebumps: Monstros e Arrepios) é um filme estado-unidense do gênero comédia de terror, dirigido por Rob Letterman e escrito por Darren Lemke, Scott Alexander e Larry Karaszewski. Foi baseado na literatura infantil homónima do autor Robert Lawrence Stine, que protagonizou Jack Black, Dylan Minnette, Odeya Rush, Halston Sage, Amy Ryan, Ryan Lee e Jillian Bell. Estreou-se nos Estados Unidos a 16 de outubro de 2015, pela Columbia Pictures. No Brasil foi lançado em 22 de outubro de 2015, e em Portugal foi lançado a 28 de janeiro de 2016.
O filme conta a história de R. L. Stine, um escritor responsável por escrever as histórias de Goosebumps que logo em seguida descobre então que todos os monstros que ele mesmo criou, se tornaram reais e por isso o Stine mantém-nos presos e trancados em seus manuscritos. Porém tudo muda quando o seu novo vizinho, um jovem rapaz chamado Zach Cooper entra em sua casa e sem querer liberta todos os monstros dos livros, o que acaba levando pavor e caos sob a cidade.

## Sinopse
Depois de se mudar para uma cidade pequena, um adolescente chamado Zach Cooper (Dylan Minnette) conhece Hannah (Odeya Rush), sua nova vizinha. O pai de Hannah, Robert Lawrence Stine (Jack Black), que escreveu as histórias de Goosebumps, mantém todos os fantasmas e monstros da série trancados em seus manuscritos. Champ ( Ryan Lee) que entrou junto com o Zach na casa do Stine sem querer, acaba libertando os fantasmas e os monstros dos manuscritos. Agora Zach, Hannah,Stine e Champ terão de trabalhar em equipe e colocar os monstros de volta de onde vieram, antes que seja tarde demais.

## Atores
- Estúdio: Delart
- Direção: Manolo Rey
- Tradução: Mário Menezes

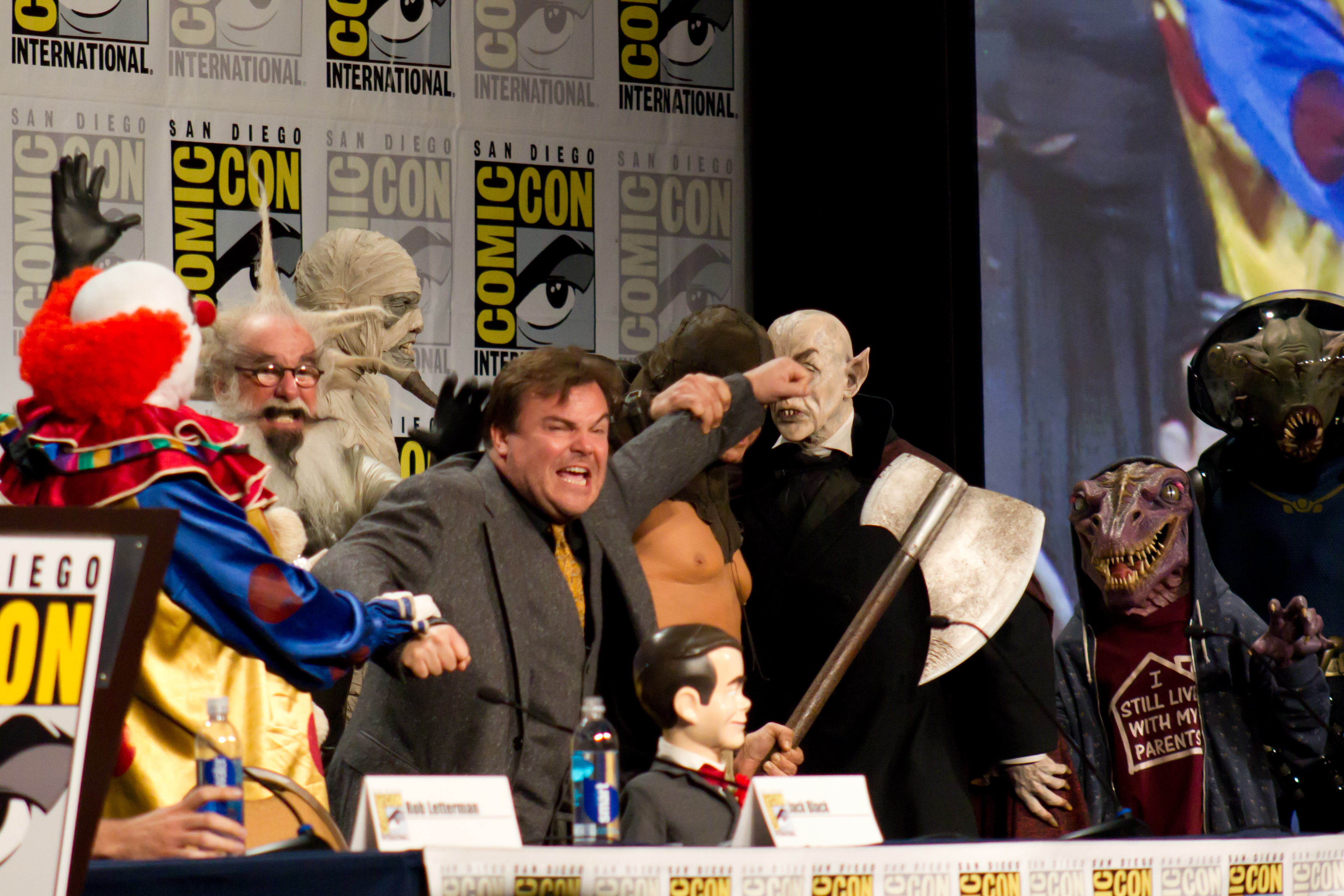
Jack Black "combatendo" os monstros na San Diego Comic-Con 2014.

- Dylan Minnette como Zach Cooper[6] (dublado por Alexandre Drummond)
- Odeya Rush como Hannah Stine[7] (dublada por Bruna Laynes)
- Jack Black como R. L. Stine,[8] (dublado por Paulo Vignolo)
- Amy Ryan como Gale Cooper[9]	(dublada por Angélica Borges)
- Ryan Lee[10] como Champ (dublado por Wirley Contaifer)
- Jillian Bell[9] como Lorraine Cooper (dublada por Priscila Amorim)
- Avery Jones como Slappy o manequim[11] (dublado por Paulo Vignolo)
- Ken Marino como o treinador Carr[12] (dublado por Marcus Jardym)
- Halston Sage[13] como Taylor (dublada por Erika Menezes)
- Steven Krueger como Davidson[14] (dublado por Gil Mesquita)
- E. Roger Mitchell como o prefeito de Madison[15] (dublado por Carlos Gesteira)
- Timothy Simons como o oficial Stevens[16] (dublado por Fernando Caruso)
- Amanda Lund como oficial Brooks[16] (dublada por Marcela Duarte)
- Robert Lawrence Stine faz uma pequena aparição como o senhor Black, um novo professor de teatro (dublado por André Belizar)

## Recepção

### Bilheteria
Goosebumps arrecadou $ 80 075 779 dólares na América do Norte e $ 66 880 000 em outros territórios. No total, foram arrecadados mundialmente $ 146 875 779 dólares.

### Crítica de cinema
Goosebumps recebeu críticas positivas. No Rotten Tomatoes possui 71% de de aprovação com base em 105 comentários, e uma pontuação média de 6.3/10, e o consenso do site é: "Goosebumps orgulha apenas pelo suficiente charme adolescente, seu tema assustador para compensar o humor bem simples do argumento, e um ritmo frenético."

### Reconhecimentos
| Prémios                        | Categoria             | Destinatários e nomeados | Resultado |
| ------------------------------ | --------------------- | ------------------------ | --------- |
| Las Vegas Film Critics Society | Melhor Filme Infantil |                          | Indicado  |